# 弗拉迪米尔·洛罗尼亚
弗拉迪米尔·洛罗尼亚（西班牙語：Vladimir Loroña，1998年11月16日—），墨西哥男子足球运动员，司职后卫。現效力於墨西哥足球超級聯賽球隊堤格雷斯。他曾代表墨西哥国奥队参加2020年夏季奥林匹克运动会足球比赛，获得一枚铜牌。